# Ömer Yurtseven
Ömer Faruk Yurtseven, né le 19 juin 1998 à Tachkent en Ouzbékistan, est un joueur turc de basket-ball évoluant au poste de pivot. Il mesure 2,10 m.

## Biographie
Le 14 mai 2021, à l'aube des playoffs, il s'engage avec le Heat de Miami.
Ömer Yurtseven participe aux éliminatoires avec l'équipe de Turquie en vue de la coupe du monde 2023. Il est aussi inclus dans l'équipe turque qui doit participer au championnat d'Europe 2022 mais déclare forfait en août 2022. Pour l'entraîneur de l'équipe nationale, Ergin Ataman, Yurtseven doit « présenter ses excuses au peuple turc » en raison de ce forfait.
À l'issue de la saison 2022-2023, Yurtseven n'est pas prolongé par le Heat.
En juillet 2023, Yurtseven signe un contrat de 2 ans avec le Jazz de l'Utah.

## Palmarès
- Champion de la Conférence Est en 2023 avec le Heat de Miami.